# Flick (Einheit)
Das Flick (Einheitenzeichen: f) ist eine Einheit der spektralen Strahldichte, die in der Optik und Nachrichtentechnik verwendet wird. Dabei entspricht:
{\displaystyle 1\,\mathrm {f} =1\,\mathrm {\frac {W}{sr\cdot cm^{2}\cdot \mu m}} =10^{10}\,\mathrm {\frac {W}{sr\cdot m^{3}}} }
In der Praxis wird die Strahldichte meist in Mikroflicks (µf) angegeben.